# 狗头七
狗头七（学名：[Gynura pseudochina] 错误：{{Lang}}：文本有斜体标记（帮助））为菊科菊三七属的植物。分布于泰国、缅甸、印度、斯里兰卡以及中国大陆的海南、云南、广东、贵州等地，生长于海拔160米至2,100米的地区，常生长在山坡沙质地、林缘及路旁，目前尚未由人工引种栽培。

## 别名
紫背一葵（图考）、见肿消、萝卜母（贵州）